# Haunted (album)
Haunted este albumul de debut al formației americane de death metal Six Feet Under. A fost lansat prin intermediul casei de discuri Metal Blade Records în 1995, chiar înainte de plecarea lui Chris Barnes din Cannibal Corpse.
Poza utilizată pentru coperta albumului este de pe afișul filmului The Haunting of Morella⁠(d) din 1990.

## Lista pieselor
Toate melodiile sunt scrise de Chris Barnes și Allen West.
| Nr.             | Titlu                  | Lungime |  |
| 1.              | „The Enemy Inside”     | 4:17    |  |
| 2.              | „Silent Violence”      | 3:33    |  |
| 3.              | „Lycanthropy”          | 4:41    |  |
| 4.              | „Still Alive”          | 4:04    |  |
| 5.              | „Beneath a Black Sky”  | 2:50    |  |
| 6.              | „Human Target”         | 3:30    |  |
| 7.              | „Remains of You”       | 3:22    |  |
| 8.              | „Suffering in Ecstasy” | 2:44    |  |
| 9.              | „Tomorrow's Victim”    | 3:34    |  |
| 10.             | „Torn to the Bone”     | 2:46    |  |
| 11.             | „Haunted”              | 3:10    |  |
| Lungime totală: | Lungime totală:        | 38:37   |  |

## Membrii formației
- Chris Barnes – voce
- Allen West – chitare
- Terry Butler – bas
- Greg Gall – tobe

### Producție
- Produs de Scott Burns și Brian Slagel
- Mixat de Scott Burns
- Masterizat de Eddy Schreyer la Future Disc